# 小行星1107
小行星1107（1107 Lictoria）是一颗围绕太阳公转的小行星。1929年3月30日，路易吉·沃爾塔（Luigi Volta）在皮诺托里内塞发现了此天体。
該小行星以義大利法西斯政權時期在羅馬附近的填海土地上建立的新城市萊克多利亞（Lictoria）命名。
这颗小行星的绝对星等为9.56等。